# Pembroke College (Oxford)

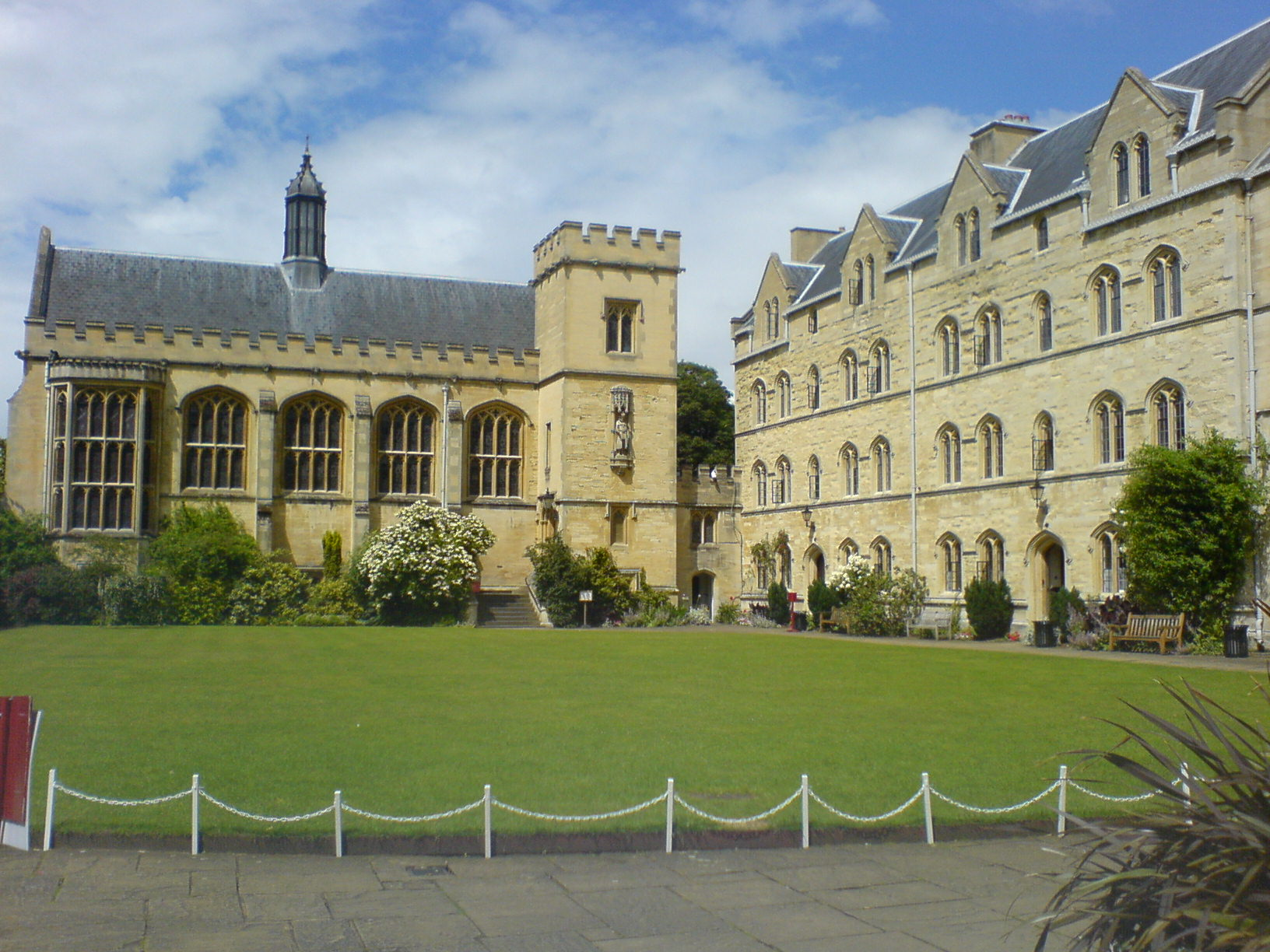
Pembroke College, Oxford.

El Pembroke College es uno de los colleges que constituyen la Universidad de Oxford en Inglaterra, se encuentra en Pembroke Square. En 2007 tuvo un presupuesto estimado en 45,5 millones de libras esterlinas.

## Historia
A principios del siglo XVII, el patrimonio de Thomas Tesdale —un comerciante del cercano pueblo de Abingdon— y de Richard Wightwick —un clérigo de Berkshire— permitió convertir el Salón Broadgates, que había sido residencia universitaria para estudiantes de derecho desde su construcción en el siglo XV, en la base de una auténtica universidad. La Patente real para fundar el college fue firmada por el rey Jaime I de Inglaterra en 1624, y se puso el nombre al college en honor a William Herbert, 3.er Conde de Pembroke, Lord Chamberlain, y posteriormente Secretario de la Universidad.
Tras su fundación, el college procedió a expandirse alrededor del Broadgates, edificio que ahora es conocido como “Patio Antiguo”, en la década de 1600. Construido por etapas durante el siglo XVII con piedra caliza local Cotswold, las restricciones de espacio hicieron que el lado sur del patio fuera construido encima de la vieja muralla de la ciudad. Se construyeron una capilla en 1732, y la introducción para posteriores estancias para estudiantes y el Salón en el siglo XIX creando el “Patio de la Capilla”, ampliamente considerado como una de los más bellos Patios de la Universidad. La capilla fue construida y diseñada por Charles Kempe – un exestudiante del Pembroke – en 1884. Un exalumno del Pembroke, Dr. Damon Wells ha sido un importante benefactor del college durante muchos años; hizo posible la restauración de la Capilla en 1972, y continúa apoyando a la Sociedad de Historia. La Capilla que se sigue usando para los servicios religiosos lleve su nombre.

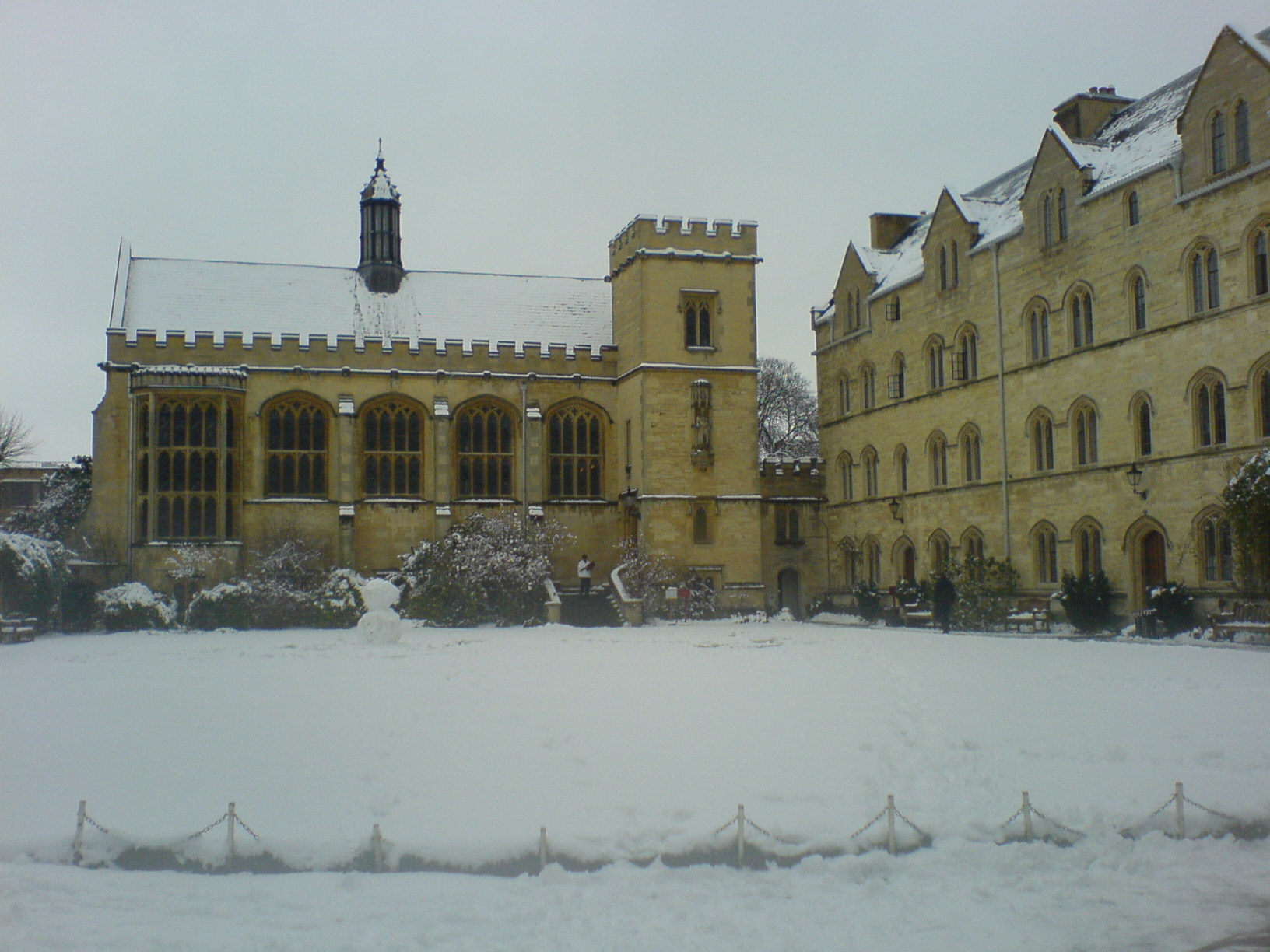
Patio de la Capilla nevado.

La ampliación más reciente del college llegó en la década de 1960, después de que se cerrara Beef Lane al norte del “Patio de la capilla”. Las casas que había al norte de la avenida cerrada fueron adquiridas por el college de forma fragmentaria e invertidas para que se pudiera acceder a ellas solo por la parte trasera. A esta nueva zona se la conoce como “Patio Norte”, y fue formalmente abierto en 1962. Se construyó un moderno anexo a orillas del Támesis en Grandpont, que provee de alojamiento a casi 100 estudiantes, generalmente a aquellos que están en sus últimos años. Este edificio es conocido como “El GAB”, por llamarse como el diplomático Sir Geoffrey Arthur – un antiguo director del College entre 1975 y 1985.
Samuel Johnson fue uno de los estudiantes más famosos del college, aunque no acabó sus estudios (posteriormente se le dio un graduado honorífico); la falta de fondos le forzaron a dejar Oxford tras año y medio. Dos de sus pupitres y varias posesiones están colocadas por todo el college. James Smithson, cuyo legado permitió la fundación del Instituto Smithsoniano en Washington D. C. (a pesar de que nunca visitó los Estados Unidos) fue estudiante del Pembroke, con el nombre de “James Lewis Macie” – cambió su nombre por el de su padre tras la muerte de su madre. Mientras tanto el senador J. William Fulbright, que estableció la Beca Fulbright, fue estudiante del Pembroke en la década de 1920.
Aunque fue estudiante del Exeter College, J. R. R. Tolkien fue profesor del Pembroke desde 1925 a 1945, y escribió El hobbit y los dos primeros libros de la trilogía de El Señor de los Anillos durante su estancia en la Universidad.
Entre los directores más recientes del College se encuentra Roger Bannister, que fue el primer hombre que recorrió una milla por debajo de los cuatro minutos.

## Alumnos célebres
- Viktor Orbán.